# Réginald Garrigou-Lagrange
Réginald Garrigou-Lagrange (Auch, 21 februari 1877 - Rome, 15 februari 1964) was een Frans dominicaan, theoloog, priester en neothomistisch geleerde.
Geboren als  Gontran-Marie Garrigou-Lagrange, nam hij bij zijn toetreding tot de dominicanen de naam Réginald aan. Voor zijn toetreding studeerde hij aanvankelijk medicijnen aan de Universiteit van Bordeaux. Daar kreeg hij, naar eigen zeggen, een religieuze bekering na lezing van het werk L'homme. La Vie - La science - L'art van de Franse katholieke filosoof Ernest Hello. Hij studeerde aan Le Saulchoir, het opleidingsinstituut van de dominicanen in Frankrijk, waar hij na zijn priesterwijding ook enkele jaren doceerde.
In 1909 werd hij naar het Angelicum, in Rome gestuurd. Aan deze dominicaanse instelling voor hoger onderwijs, werd speciaal voor Garrihou-Langrange een leerstoel in de ascetische en mystieke theologie opgericht.
Zijn meest invloedrijke werk is Traité de théologie ascétique et mystique. Les Trois âges de la vie intérieure, prélude de celle du ciel, dat tussen 1938 en 1939 in twee delen verscheen. In dit werk verdedigt hij de stelling dat contemplatie en de daaruitvolgende mystiek deel uit moeten maken van een waar christelijk leven dat naar heiligheid streeft. Hoofdstuk V (De algemene roeping tot heiligheid in de Kerk) van de dogmatische constitutie Lumen gentium, vastgesteld door het Tweede Vaticaans Concilie, leunt op dit werk van Garrigou-Lagrange. 
Garrigou-Lagrange maakte deel uit van de wetenschappelijke commissie die het dogma fidei van de tenhemelopneming van Maria voorbereidde. De latere heilige paus Johannes Paulus II promoveerde bij Garrigou-Lagrange.

## Werken
- Le Sens commun, la philosophie de l'être et les formules dogmatiques, suivi d'une étude sur la valeur de la critique moderniste des preuves thomistes de l'existence de Dieu, Paris, G. Beauchesne, 1909, In-16, XXX-311 p.
- Saint Thomas et le neomolinisme: à propos d'une nouvelle mise en valeur de la theorie Moliniste de la science moyenne ; reponse au R. P. d'Alès S. J., 1917 - 47 pages.
- Les Preuves de Dieu rattachées au principe de la non-contradiction..., Paris, Beauchesne, 1910, In-16, 240 p.
- Dieu, son existence et sa nature. Solution thomiste des antinomies agnostiques... 3e édition revue et augmentée, Paris, G. Beauchesne, 1919.
- Les Perfections divines..., Paris : G. Beauchesne, 1920; 326 p.
- Les Perfections divines. Extrait de l'ouvrage Dieu, son existence et sa nature (3e édition). 2e édition, Paris, G. Beauchesne, 1920. In-8, 26 p.
- Theologia fundamentalis secundum S. Thomae doctrinam. Pars apologetica. De revelatione per Ecclesiam catholicam proposita..., 2a editio, Romae, F. Ferrari, 1921. In-8°.
  - De revelatione Tome I & Tome II
- Le Sens commun. La Philosophie de l'être et les Formules dogmatiques. 3e édition revue et corrigée, Mayenne, impr. Charles Colin , 1922. In-16, 391 p.
- L'Appel des âmes antérieures à la contemplation, Ligugé, impr. E. Aubin, 1923. In-8, paginé 419-539.
- Perfection chrétienne et contemplation, selon saint Thomas d'Aquin et saint Jean de la Croix, Ligugé ; Saint-Maximin (Var), Édition de la vie spirituelle, 1923. In-8 ;  4e édition.. In-8, XIV-418-9 p. ; T. II 1re éd. 1923. Paginé 419 à 776, plus 124 p.
- La Vie de Jésus d'après Renan, Paris, Lecoffre, 1923. 144 p.
- Les Dominicaines de la Vierge. Veritas. Christo et Ecclesiae. Discours prononcé par le P. Reg. Garrigou-Lagrange, O.P. pour l'affiliation de la Compagnie de la Vierge, à l'ordre de Saint-Dominique, le 11 janvier 1924, en la fête de la Chaire de Saint-Pierre, à Rome, au prieuré de la Vierge, Ligugé, impr. E. Aubin, 1924. In-8, 22 p.
- Le sens commun: la philosophie de l'être et les formules dogmatiques, 1927, 391 pages.
- Augmentation de la charité, Ligugé, impr. E. Aubin; Saint-Maximin, éditions de la "Vie spirituelle", 1925. In-16, 27 p.
- L'amour de Dieu et la croix de Jésus: étude de théologie mystique.1929, 917 pages.
- In Memoriam. Un théologien apôtre, le P. Maître Edouard Hugon, professeur de dogme à l'Angelico, à Rome, Paris,  Pierre Téqui,  1929. In-16, 37 p.
- Le réveil du modernisme: la philosophie du devenir ou de l'évolution créatrice peut-elle éviter le panthéisme ?, 1930 32 pages.
- Le Réalisme du principe de finalité, Bruges  ; Paris, , 1932. In-18, 368 p.
- La Providence et la Confiance en Dieu. Fidélité et Abandon,  Bruges, Paris, Desclée,  1932.  In-4, 410 p.
- Les Trois Conversions et les Trois Voies, les Éditions du Cerf, 1933. Petit in-16, VI-194 p.
- Le Sauveur et son amour pour nous, Éditions du Cerf, 1933. In-16, XII-473 p.
- Le Sens du mystère et le clairobscur intellectuel. Nature et surnaturel. Desclée De Brouwer et Cie, 1934. In-16, 343 p.
- La Prédestination des saints et la grâce. Doctrine de saint Thomas comparée aux autres systèmes théologiques, Bruges, Paris,  (27 avril 1936.) In-16, 434 p.
- Mère Franşcico de Jésus, Fondatrice de la Compagnie de la Vierge (1877-1932). Abrégé de sa vie et extraits de ses écrits... Lettres-préfaces des PP. M.-S. Gillet et Thomas Garde, Bruges, impr. Desclée De Brouwer et Cie  (5 mars 1937.) In-8. 187 p., pl., portraits hors texte.
- De Deo uno : commentarium in primam partem S. Thomae, Paris : Desclée de Brouwer et Cie, 1938, 582 p. ; In-8°.
- Traité de théologie ascétique et mystique. Les Trois âges de la vie intérieure, prélude de celle du ciel, Tome I, Les Éditions du Cerf, 1938. In-8, XXIV-643 p.
- Traité de théologie ascétique et mystique. Les Trois âges de la vie intérieure, prélude de celle du ciel, Tome II, Les Éditions du Cerf, 1939, In-8, 887 p., figure.
- Conférence spirituelle donnée par le Révérend Père Garrigou-Lagrange, O.P. à la Congrégation de Notre-Dame de Montréal, 12 septembre 1939, 11 p.
- Dieu accessible à tous, preuve de son existence qui englobe toutes les autres depuis celle par le mouvement local jusqu'à celle par les fruits de la sainteté..., Lyon, Paris, E. Vitte, (1941). In-16, 79 p.
- La Mère du Sauveur et notre vie intérieure, Lyon, les Éditions de l'Abeille; 1941. In-16 (205 x 135), 389 p.
- Mère Marie-Alphonse, religieuse de N.-D. de Sion, 1859-1932, Lyon, les Éditions de l'Abeille, (1943). In-16 (209 x 135), 23 p. Extrait de La Vie spirituelle, mai-juin 1942.
- Les XXIV thèses Thomistes : pour le 30e anniversaire de leur approbation, 1944 - 16 pages.
- La nouvelle théologie : où va-t-elle ?, 1946 - 145 pages.
- L'Assomption est-elle formellement revelée de façon implicite ?; 194?, 63 pages.
- L'Éternelle vie et la profondeur de l'âme, Paris, Desclée, de Brouwer , 1949. In-8° (210 x 140), 381 p.
- Dieu, son existence et sa nature, solution thomiste des antinomies agnostiques. [1re partie. L'Existence de Dieu.] 11e édition, augmentée d'appendices sur la Motion divine et sur le Fondement de la distinction de puissance et acte selon St Thomas, Paris, Beauchesne, 1950. In-8° (230 x 155), 343 p.
- De virtutibus theologicis, commentarius in Summan Theologiam S. Thomae Ia IIae 62, 65, 68 et IIa IIal q. 1-46,  Marietti, 1949 - 584 pages.
- De Deo uno: commentarium in primam partem S. Thomae, Desclée de Brouwer, 1950, 582 p.
- La Synthèse thomiste, Paris, Desclée de Brouwer , 1951. In-16 (205 x 135), 739 p.
- L'union du prêtre avec le Christ prêtre et victime : cours de théologie spirituelle pour les prêtres, traduction de l'original latin par le rév. père dom Émile Bertaud, Traduction de : De unione sacerdotis cum Christo sacerdote et victima, Éd. Nuntiavit, 2010, 1 vol., 239 p.

- Biblioteca Nacional de España: XX927189
- Bibliothèque nationale de France: cb12041295k (data)
- Catàleg d'autoritats de noms i títols de Catalunya: 981058511969106706
- CiNii: DA11052946
- Gemeinsame Normdatei: 121586650
- International Standard Name Identifier: 0000 0001 0860 902X
- Library of Congress Control Number: n88631617
- Nationale Bibliotheek van Tsjechië: js20020318009
- Nationale bibliotheek van Australië: 35114146
- Nationale Bibliotheek van Israël: 987007279423605171
- Nederlandse Thesaurus van Auteursnamen: 067525156
- Réseau des bibliothèques de Suisse occidentale: 02-A000069845
- Istituto Centrale per il Catalogo Unico: CFIV054143
- Système universitaire de documentation: 02861271X
- Trove: 830680
- Virtual International Authority File: 28404
- WorldCat: E39PBJwmWKHgR767JhV9b8H9jC